# Magistralinis kelias A19
La Magistralinis kelias A19 o tangenziale di Vilnius è una strada maestra della Lituania. Collega vari quartieri della capitale lituana. La lunghezza della strada è di 7,9 km.

## Descrizione

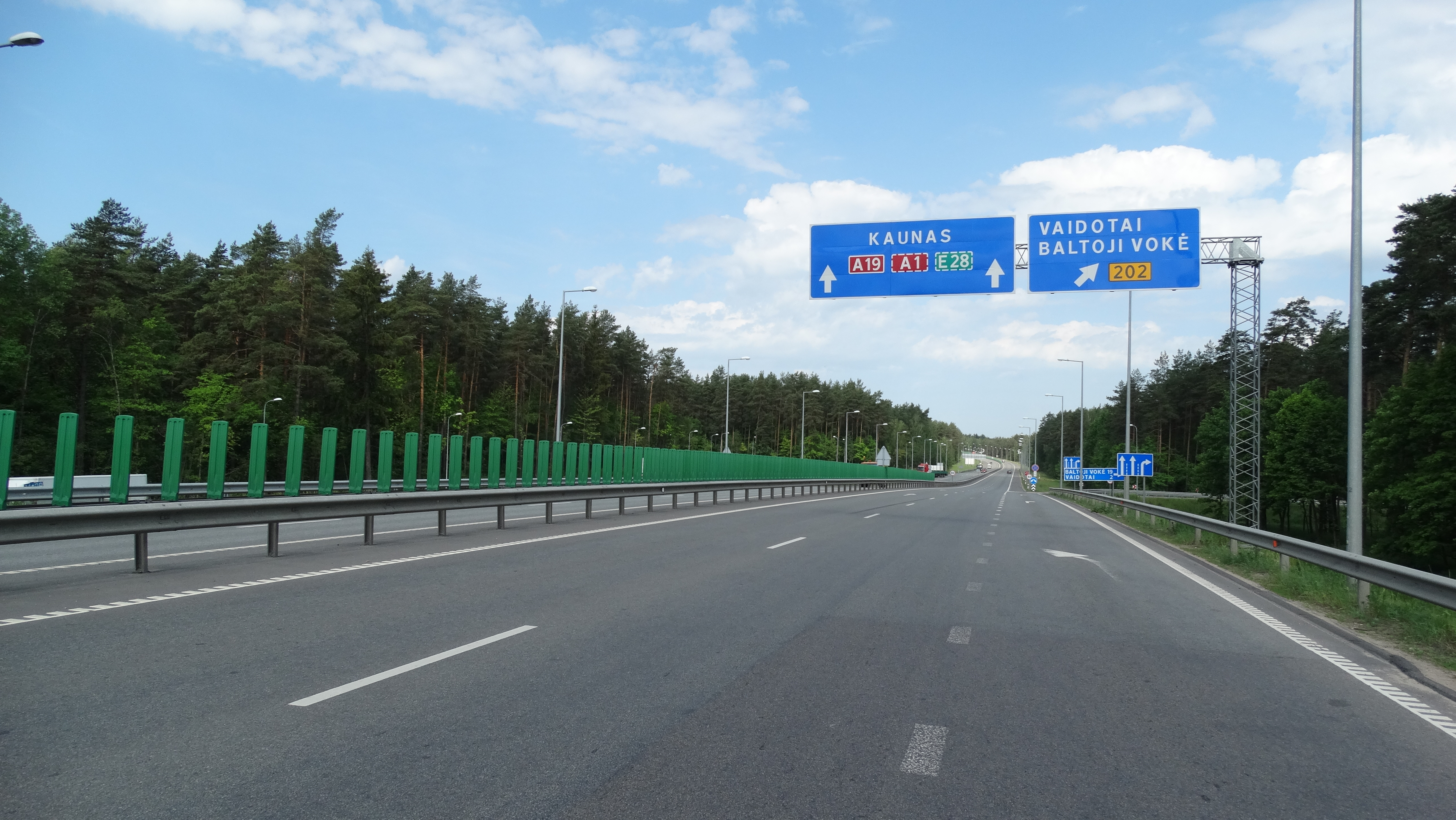
A19

La A19 collega i quartieri meridionali e occidentali di Vilnius (principalmente l’Aukštieji Paneriai).
Il tratto stradale è ancora incompleto. Si prevede infatti che la strada dovrà poter collegare anche altre aree di Vilnius sud, permettendo così il collegamento con la A15. Sono invece già percorribili gli incroci con la A1 e con la A3.
Il tratto stradale rientra nella strada europea E85.